# Télescope grégorien

Tracé de rayon au travers d'un télescope grégorien

Le télescope grégorien est un type de télescope composé de deux miroirs concaves, qui fut inventé au XVIIe siècle par James Gregory, un mathématicien et astronome écossais. Il est construit pour la première fois en 1673 par Robert Hooke. Son invention précède celle du premier télescope de Newton que Sir Isaac Newton construit en 1668 mais le premier télescope grégorien ne fut construit que 5 ans après celui de Newton...

## Historique

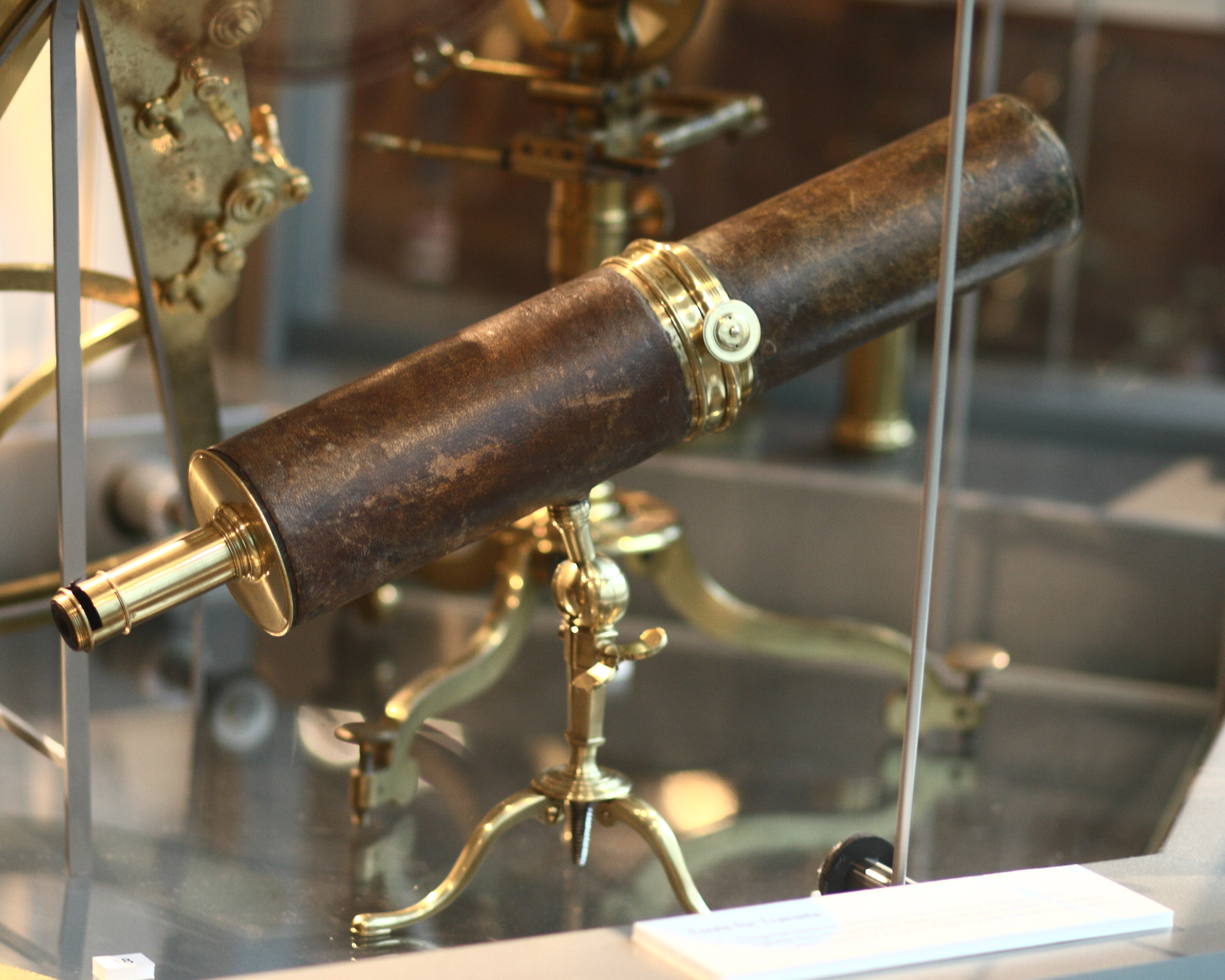
Télescope grégorien vers 1735, Putnam Gallery

Les plans du télescope grégorien développé par James Gregory paraissent pour la première fois en 1663 dans une publication de Optica Promota (Progrès en optique). Des télescopes de conception similaire ont été retrouvés parmi les travaux de Bonaventura Cavalieri dans Lo specchio ustorio (Les verres ardents) en 1632 et ceux de Marin Mersenne dans L'harmonie universalle en 1636. Les premières tentatives de construction de Gregory se soldèrent par des échecs étant donné qu'il n'avait aucune connaissance pratique dans le domaine des télescopes et n'était pas parvenu à trouver un opticien capable de construire un télescope à partir de son modèle. Dix ans après la création de son modèle, il parvient enfin à construire le premier télescope grégorien, aidé par Robert Hooke.

## Modèle
Un télescope grégorien est composé de deux miroirs concaves. Le miroir primaire, un paraboloïde focalise la lumière en avant du miroir secondaire de forme ellipsoïde qui réfléchit alors l'image vers un trou au centre du miroir primaire. Ce trou permet de résoudre le problème de l'observation de l'image dans un système composé de miroirs. La focalisation à l'avant du miroir secondaire laisse la place pour un diaphragme qui permet de réduire la lumière parasite des astres, c'est-à-dire de la lumière indésirable venant d'astres hors du champ de vue du télescope. La possibilité d'insérer un diaphragme est très utile pour les télescopes observant le Soleil puisque cela réduit aussi la quantité de chaleur parvenant au miroir secondaire et limite donc les déformations dues à la différence de température. Le Solar Optical Telescope du satellite Hinode emploie un modèle grégorien pour ces raisons.
La conception du télescope donne une image droite de l'objet, ce qui permet des observations terrestres. Il peut par ailleurs être utilisé comme téléobjectif photographique, du fait de son encombrement très inférieur à sa focale. Ce type de télescope a cependant été largement supplanté par le télescope de type Cassegrain. Il est encore utilisé pour de petits télescopes terrestres et des viseurs, car l'image étant droite, il n'est pas nécessaire d'utiliser de prismes pour inverser l'image.
L'observatoire Steward coule des miroirs pour des télescopes grégoriens depuis 1985.
Pour les constructeurs amateurs de télescopes, la construction d'un télescope grégorien est plus simple que celle d'un Cassegrain car les deux miroirs étant concaves, il est possible de tester leur fiabilité avec un test de Foucault (ou « foucaultage »).

## Télescopes grégoriens
Télescopes grégoriens hors d'axe fonctionnant dans les longueurs d'onde radio :
- L'Observatoire de Green Bank
- L'observatoire Arecibo
- L'Allen Telescope Array

Télescopes grégoriens optiques :
- Le Vatican Advanced Technology Telescope
- Les télescopes Magellan
- Le Large Binocular Telescope
- Le Télescope géant Magellan, en cours de construction